# Dekanat Częstochowa – Najświętszej Maryi Panny Jasnogórskiej
Dekanat Częstochowa – Najświętszej Maryi Panny Jasnogórskiej – jeden z 36 dekanatów rzymskokatolickich należących do archidiecezji częstochowskiej. Należy do regionu częstochowskiego.

## Lista parafii
| Lp | Miejscowość / parafia                                               | Proboszcz / administrator    | Kościół                                                                                         | Zdjęcie |
| -- | ------------------------------------------------------------------- | ---------------------------- | ----------------------------------------------------------------------------------------------- | ------- |
| 1  | Częstochowa Parafia Miłosierdzia Bożego                             | ks. Tadeusz Beściak SAC      | Sanktuarium Miłosierdzia Bożego                                                                 |         |
| 2  | Częstochowa Parafia Najświętszej Maryi Panny Królowej Polski        | ks. Andrzej Stępień          | Kościół Najświętszej Maryi Panny Królowej Polski w Częstochowie                                 |         |
| 3  | Częstochowa Parafia Nawrócenia św. Pawła                            | ks. Władysław Badura         | Kościół Nawrócenia Świętego Pawła w Częstochowie                                                |         |
| 4  | Częstochowa Parafia Niepokalanego Poczęcia Najświętszej Maryi Panny | o. Rajmund Buchcik OFM       | Kościół Niepokalanego Poczęcia Najświętszej Maryi Panny i klasztor Franciszkanów w Częstochowie |         |
| 5  | Częstochowa Parafia Przemienienia Pańskiego                         | ks. Czesław Kieras           | Kościół Przemienienia Pańskiego w Częstochowie                                                  |         |
| 6  | Częstochowa Parafia Świętych Apostołów Piotra i Pawła               | ks. kan. Janusz Wojtyla      | Kościół Świętych Apostołów Piotra i Pawła w Częstochowie                                        |         |
| 7  | Częstochowa Parafia św. Barbary                                     | o. Ryszard Bortkiewicz OSPPE | Kościół św. Barbary w Częstochowie                                                              |         |
| 8  | Częstochowa Parafia św. Jana Sarkandra                              | ks. Błażej Borówka           | Kościół św. Jana Sarkandra w Częstochowie                                                       |         |
| 9  | Częstochowa Parafia św. Kingi                                       | ks. kan. Mariusz Woźniak     | Kościół św. Kingi w Częstochowie                                                                |         |
| 10 | Częstochowa Parafia św. Teresy od Dzieciątka Jezus                  | ks. Krzysztof Knurzyński     | Kościół św. Teresy od Dzieciątka Jezus w Częstochowie                                           |         |